# Camille Labro
Pour les articles homonymes, voir Labro (homonymie).
Camille Labro est une journaliste et auteure française.

## Biographie
Journaliste indépendante, auteure de livres et films documentaires, elle est spécialisée dans la gastronomie et les cultures alimentaires.
Elle a contribué à Vogue Paris, Vogue Hommes, Beaux Arts Magazine, Air France Madame, La Tribune et depuis 2011, elle écrit régulièrement pour M le magazine du Monde et Le Monde.
Elle remporte le prix « Les Savoureuses » au salon international du livre gourmand de Périgueux en 2016 pour son livre Fourche & Fourchette et en octobre 2018, elle publie le recueil Affaires de goût,, florilège de sa chronique hebdomadaire dans M le magazine du Monde.
En 2019, elle fonde L'école comestible, une association à but non-lucratif dont l'objectif est de faire entrer l'éducation alimentaire, de la terre à l'assiette, dans les classes et les cursus pédagogiques.

## Livres
- New York Confidentiel, avec Stéphanie Chayet, Éditions Assouline, 1999
- La Cuisine des marins : voyage à bord des bateaux, recettes de retour de pêche, Éditions Gründ, 2014  (ISBN 978-2-32400877-1)
- Naturalité d'Alain Ducasse[7] (textes), d'Alain Ducasse, avec Romain Meder et Camille Labro, Alain Ducasse Éditions, 2015  (ISBN 978-2-84123798-2)
- Fourche & Fourchette, rencontres et recettes du champ à l'assiette, Tana Éditions, 2016  (ISBN 979-1-030-10140-9)
- Les merveilles du miel, avec Julien Henry et Noémie Strouk, Tana Éditions, 2017
- L'art de la cuisine simple, d'Alice Waters (traduction), Actes Sud, 2018
- Affaires de goût, 80 recettes-mémoire, photos de Julie Balagué[8], Éditions du Rouergue, 2018
- L'art de la cuisine simple II, d'Alice Waters (traduction), Actes Sud, 2022  (ISBN 978-2-330-16558-1)

## Films
- Le Bonheur est dans l'Assiette en Europe (coauteur) série documentaire de Philippe Allante, 10 × 26 min, 1re diffusion sur Arte en octobre 2014
- Le Bonheur est dans l'Assiette aux Amériques (coauteur) série documentaire de Philippe Allante, 10 × 26 min, 1re diffusion sur Arte en novembre 2016[9]
- Planète Chefs (coauteur), série documentaire réalisée par Stéphane Carrel et Antoine Coursat, 8 x 55 min, 1re diffusion sur Planete + en janvier 2019